# Tvåfärgsnopping
Tvåfärgsnopping (Entoloma tjallingiorum) är en svampart som beskrevs av Noordel. 1982. Tvåfärgsnopping ingår i släktet Entoloma och familjen Entolomataceae.  Arten är reproducerande i Sverige. Inga underarter finns listade i Catalogue of Life.